# Gu Hongming
Gu Hongming o Ku Hung-ming (Pinyin: Gū Hóngmíng; nombre de cortesía: Hongming, nombre ordinario: 湯生 en chino o Tomson en inglés; 18 de julio de 1857 30 de abril de 1928) fue un hombre de letras chino nacido en la Malasia británica. También usó el seudónimo "'Amoy Ku’".

## Vida
Gu Hongming nació en Penang, Malasia británica (actualmente Malasia), siendo el segundo hijo de un superintendente chino de plantaciones de caucho, cuyo hogar ancestral (China) fue Tong'an, Provincia de Fujian, China. El dueño de la plantación británica le tenía cariño a Gu y lo llevó, a los diez años, a Escocia por su educación. Luego fue conocido como Hong Beng (la pronunciación de Min Nan de 鴻銘 Hongming). En 1873 comenzó a estudiar Literatura en la Universidad de Edimburgo, graduándose en la primavera de 1877 con un MA. Luego obtuvo un diploma en Ingeniería Civil en la Universidad de Leipzig, y estudió derecho en París.
Regresó a Penang en 1880, y pronto se unió al servicio civil colonial de Singapur, donde trabajó hasta 1883. Fue a China en 1885, y se desempeñó como asesor del oficial de rango Zhang Zhidong durante veinte años.
Leo Tolstoy y Gu se oponían a la Reforma de los Cien Días dirigida por Kang Youwei.
De 1905 a 1908, fue el director de la Autoridad del Río Huangpu (上海浚河道局) en Shanghái. Sirvió en el Ministerio de Relaciones Exteriores Imperial de 1908 a 1910, luego como presidente de la Escuela Pública de Nanyang, el precursor de la Universidad Jiao Tong de Shanghái. Renunció a este último puesto en 1911 como una señal de su lealtad al caído gobierno imperial Qing. En 1915, se convirtió en profesor en la Universidad de Pekín. A partir de 1924 vivió en Japón y fue administrado por Japón Taiwán bajo el dominio japonés durante tres años como conferenciante invitado en las culturas orientales. Luego volvió a vivir en Beijing hasta su muerte el 30 de abril de 1928 a la edad de 72 años.

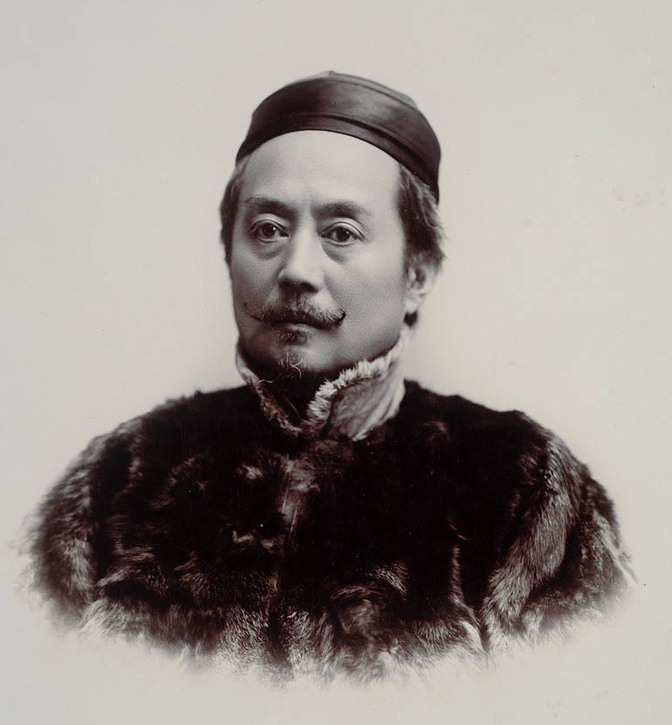
Gu Hongming c.1917

Defensor de la monarquía y los valores confucianos, conservando su queue (peinado) incluso después del derrocamiento de la Dinastía Qing, Gu se convirtió en una especie de curiosidad cultural al final de su vida. En 1934, el escritor Wen Yuan-ning escribió: "Esa demostración ostentosa de su cola es muy sintomática de todo el hombre. Él es un hombre de rasgos cruzados: vive de la oposición". Se le han atribuido muchos dichos y anécdotas, de los cuales pocos pueden atestiguarse. Figuras literarias tan diversas como Ryūnosuke Akutagawa, Somerset Maugham y Rabindranath Tagore se sintieron atraídos por visitarlo cuando estaban en China. No hay disponible edición académica de sus obras completas.
Hablaba fluidamente inglés, chino, alemán, ruso y francés, y entendía italiano, griego antiguo, latín, japonés y malayo.
Su personaje apareció en el drama "Hacia la República".